# UY Scuti
UY Scuti è una  stella ipergigante rossa situata nella costellazione dello Scudo, distante circa 6300 anni luce dal sistema solare. Al 2018 si trattava della più grande stella conosciuta, con un raggio medio 1708 volte quello del Sole equivalente a quasi 8 unità astronomiche, dimensioni in seguito rivalutate con precisione dalla missione Gaia, con la distanza della stella ridimensionata notevolmente, rispetto agli oltre 9000 anni luce stimati in precedenza. Il raggio di UY Scuti è stato rivisto a 909 raggi solari, secondo una nuova ricerca condotta da Sarah Healy.

## Caratteristiche
La stella, di tipo spettrale M2Ia-Iab, è classificata come variabile semiregolare con un periodo di 740 giorni. Ha una magnitudine assoluta bolometrica di -9,1, che la rende una delle stelle più luminose della Via Lattea. Anche se estremamente grande e luminosa e con un elevato tasso di perdita di massa, la classe di luminosità e l'assenza di ampie linee di emissione non soddisfano completamente la definizione di stella ipergigante.
Ha una perdita di massa di 5,8×10−5 masse solari all'anno. La materia persa forma un disco di polveri e gas attorno alla stella, inoltre essa si trova nella zona di evitamento della Galassia, dove la luce visibile viene in parte bloccata; di undicesima magnitudine, se non fosse per l'estinzione apparirebbe molto più luminosa dalla Terra, visibile anche a occhio nudo nonostante la grande distanza.